# Marin Tarangul
Marin Tarangul (n. 1 mai 1938, București – d. 18 septembrie 2010, Paris), numele întreg fiind Ștefan Marin Sergiu Tarangul, a fost un teolog, critic de artă, filosof și scriitor, unul dintre exponenții „Școlii de la Păltiniș”.

## Biografie
Marin Tarangul a fost descendentul lui Constantin Tarangul (străbunic), înnobilat de împăratul Franz-Josef I (numele de familie oficial: von Tarangul), și al lui Erast Tarangul (bunic), prefect de Cernăuți la începutul secolului al XX-lea și senator în Senatul interbelic al României.
În 1959 își ia licența în teologie la Institutul Teologic din Sibiu, continuă (1959-1961) studiile de doctorat în istoria religiilor, la Institutul omonim din București, singurul autorizat, în aceea perioadă, să organizeze doctorate în teologie. În perioada 1961-1964 este arestat și condamnat politic. În 1971 obține o a doua licență la Institutul de Istoria și Teoria Artei din București.
Publică poezii și eseuri în principalele reviste culturale bucureștene (1966-1979), este membru al Uniunii Scriitorilor din România, redactor la revista Amfiteatru și scenarist la Animafilm. Cenzura îi respinge sau amână publicarea multor texte, ceea ce l-a determinat în principal să emigreze.
În 1979 se stabilește în Franța. Aici obține a treia licență, în filosofie, si apoi două doctorate în teologie și filosofie, respectiv, la Institutul Catolic și la Sorbona (cu teza „Icoana, experiență și realitate. Discurs acrotatic”), iar în 1987 un doctorat la Institutul de Studii Orientale, secția română (cu teza „Poezia lui Nichita Stănescu și arta poetică”).
Funeraliile au avut loc pe 29 septembrie 2010, la Cimitirul Père-Lachaise din Paris.
Urna cu rămășițele pământești este depusă la Cimitirul Bellu din București.

### Poezie și proză
- Threnos, ESPLA, București, 1968 (poezii)
- Bosch, Meridiane, București, 1968
- Legile pământului, editura Albatros, București, 1973 (poezii)
- Inima cea mică, editura Ion Creangă, București, 1977 (basme)
- Fidias, editura Meridiane, București, 1978
- Roata timpului, editura Mihai Eminescu, București, 1979 (poezii)
- Intrarea în infinit sau dimensiunea Eminescu, editura Humanitas, București, 1992 (eseu)
- Predici profane, editura Humanitas, 1997, ISBN 973-28-0742-3
- Nocturnal, editura Humanitas, 2010, ISBN 978-973-50-2763-6

### Traduceri
- Johannes von Tepl, Plugarul și moartea, traducere din germana medievală (Der Ackermann aus Böhmen) de Marin Tarangul și Emmerich Schäffer, București, Editura Humanitas, 1997